# Grandnode
GrandNode – otwarte oprogramowanie sklepu internetowego, udostępniane na licencji GNU General Public License w wersji 3.0. Oparty na frameworku ASP.NET Core i nierelacyjnej bazie danych MongoDB. GrandNode jest pierwszym e-commerce opartym na nowoczesnym połączenie frameworku .NET Core i nierelacyjnej bazy danych.

## Główne cechy
- zarządzanie sklepem przez panel administracyjny
- handel mobilny
- narzędzia do tworzenia i zarządzania promocjami marketingowymi
- wsparcie międzynarodowe
- wsparcie pozycjonowania w wyszukiwarkach – SEO
- systemy płatności
- systemy dostawy
- zarządzanie zamówieniami i wysyłkami
- obsługa klienta przez wielu administratorów
- konta klientów
- konta kierowników
- zarządzanie katalogiem produktów, kategorii i producentów
- zarządzanie sprzedawcami (dostawcami)
- tworzenie kursów i aukcji
- przeglądanie katalogu produktów
- przeglądanie produktów
- analizy i raporty

Jedną z zalet, podkreślaną często przez użytkowników GrandNode, jest duża wydajność systemu, dzięki czemu w bardzo łatwy sposób można uruchomić wiele instalacji na jednym serwerze wirtualnym. 
GrandNode pozwala na stworzenie praktycznie każdego portalu sprzedażowego. Począwszy od portalu aukcyjnego, przez platformę do sprzedaży kursów online, portale sprzedażowe oparte na sprzedawcach (na podobieństwo AliExpress, Allegro) aż po standardowe sklepy internetowe sprzedające produkty fizyczne jak i cyfrowe. Oprogramowanie udostępnia API oparte na OData, dzięki czemu każdy programista jest w stanie zintegrować tworzony sklep z systemami CRM czy systemami ERP.

## Model biznesowy
GrandNode jest oprogramowaniem sklepów internetowych dedykowany programistom. Może być pobrany, zainstalowany i używany całkowicie za darmo. Jedyną dodatkowo płatną usługą jest wsparcie premium od autorów GrandNode i program partnerski. Narzędzie bazuje na programistach z całego świata zrzeszonych programem partnerskim. Do grupy partnerów należą firmy z całego świata - Brazylii, Indii, Stanów Zjednoczonych czy Białorusi. Model biznesowy uzupełnia społeczność skupiona wokół repozytorium na GitHub jak i * forum GrandNode.